# 贝伦斯多夫
波罗的海畔贝伦斯多夫，通称贝伦斯多夫，是德国石勒苏益格－荷尔斯泰因州的一个市镇。总面积20.85平方公里，总人口614人，其中男性303人，女性311人（2011年12月31日），人口密度29人/平方公里。